# Gómez González de Butrón y Múgica

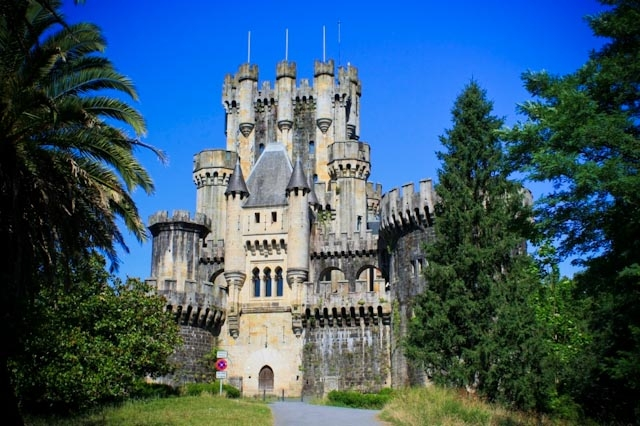
Castillo de Butrón ubicado en la provincia de Vizcaya.

Gómez González de Butrón y Múgica VII señor de la Casa de Butrón, fortalezas de Zaballa, Abadiano y Ochandiano, y del Valle de Aramayona. Fue comendador de Mora en la Orden de Santiago. En las guerras banderizas del País Vasco fue cabeza del bando oñacino, enemigo de Pedro de Avendaño, señor de la Villa Real y Urquizo a  quien el bando gamboíno tenía por su Pariente Mayor.
Fue muerto en batalla durante la quema de Mondragón en el año de 1448.  Contrajo matrimonio con Elvira Sánchez de Leyva, tataranieta por línea materna del rey de Castilla y León Alfonso XI el Justiciero.

## Orígenes familiares
Hijo legítimo de Gómez González de Butrón, VI señor de la Casa de Butrón y María Alonso de Múgica, III señora Casa de Múgica y VII del Valle de Aramayona. Por línea paterna es descendiente directo de la casa de Haro y por esta línea familiar de los monarcas de los reinos de Asturias, León y Navarra.

## Descendencia
De su matrimonio con Elvira Sánchez de Leyva, nacieron cuatro hijos, entre los cuales se encuentran: Juan Alonso, VIII señor de la Casa de Butrón y señor de Aramayona, Gonzalo Gómez, Ochoa Gómez y Juana de Butrón que contrajo matrimonio el 18 de enero de 1450 con Martín Ruiz de Gamboa y Olaso, señor de la Casa de Olaso de quienes, entre otros, descienden en línea de parentesco directa los señores de la Casa de Emparan y Orbe, de las nobles villas de Azpeitia y Ermua.